# 宇津忠茂
宇津 忠茂（うつ ただしげ）は、戦国時代の武将。松平氏の家臣。大久保氏の祖。
大永6年（1526年）、主君松平清康が一族の松平昌安の岡崎城を急襲して攻め取ろうとした時、これを諌めてまず支城の山中城を攻略してから降伏を促すように進言した。結果その策が成功したため、清康から武功抜群として望みのままの恩賞を約束されるが、これを固辞してただ領内に市場を開くことを許された。忠茂はこの市場で貧民に温情をかけて租税を軽くしたため、人々は清康の徳を称し、清康は忠茂の忠義を賞した。